# Topolino vince Spaccafuoco
Topolino vince Spaccafuoco (Mickey Mouse Vs. Creamo Catnera) è un arco narrativo a fumetti della Walt Disney realizzato da Floyd Gottfredson (testo e disegni), Earl Duvall (disegni e ripasso a china) e Al Taliaferro (ripasso a china), pubblicato in 54 strisce giornaliere sui quotidiani statunitensi dal 26 febbraio al 29 aprile 1931; in Italia è apparso per la prima volta sull'Albo d'Oro numero 4, datato 15 aprile 1937. Nella storia fa la sua prima apparizione Pluto, il cane di Topolino.
L'arco narrativo è composto dall'episodio lungo (da cui prende il titolo) Topolino vince Spaccafuoco (Boxing Champion) seguito dalle strip che raccontano gli avvenimenti posteriori al match: Alta società (High society), Topolino domatore e saltimbanco (Circus Roustabout), Topolino incontra Pluto (Pluto the Pup). I quattro segmenti compongono un unico ciclo narrativo e sono stati spesso ristampati tutti insieme sotto forma di storia unica.
Il nome originale del pugile Spaccafuoco è Creamo Catnera, evidente omaggio a Primo Carnera, pugile italiano in quegli anni celeberrimo negli U.S.A.; il personaggio dello Sgozzatore, detto Sgozza (e così noto nelle ristampe italiane più recenti), il fuorilegge diventato amico di Topolino, era già apparso precedentemente nella storia Topolino e il bel gagà, come membro della banda di malfattori di Felice.

## Trama
Topolino è l'improbabile allenatore del pugile sfaticato Ruffo Ratto (Ruffhouse Rat, chiamato anche Toponi in alcune traduzioni), cugino di Minni che ha deciso con incauta spavalderia di sfidare in un incontro di boxe il terribile campione Spaccafuoco, un enorme felino forzuto e feroce. Pochi minuti prima dell'incontro però, alla sola vista del colossale avversario, Ruffo fugge terrorizzato e Topolino si vede costretto suo malgrado ad affrontare Spaccafuoco sul ring.
Lo scontro fra i due è evidentemente impari, ma il piccolo topo, con un po' di astuzia e molta fortuna riesce in qualche modo a sopravvivere alla bestiale forza del suo terrificante avversario. Quando però la situazione si fa disperata e Topolino, ormai allo stremo, è sul punto di soccombere, inaspettatamente arriva in suo aiuto lo Sgozzatore, ex ladruncolo redento da Topolino e divenuto suo grato amico.
Terminato l'incontro, Topolino è ormai diventato una celebrità e cerca un po' maldestramente di inserirsi, insieme a Sgozza, nel bel mondo dell'alta società, ma, ben presto annoiati dalle sue futilità, i due si uniscono con entusiasmo ad un circo di passaggio. Dopo una serie di gag con i vari personaggi del circo, Topolino torna a casa e va a trovare Minni: nell'ultima vignetta della storia fa la sua apparizione, per la prima volta nei fumetti, il cane Pluto.